# Ястремська Єлизавета Володимирівна
Єлизавета Володимирівна Ястремська (англ. Yelizaveta Yastremska; нар. 26 березня 1995, Київ, Україна) — українська модель, підприємиця, володарка титулу Міс Україна — Всесвіт 2020 року.

## Біографія
Народилася 26 березня 1995 року в Києві в багатодітній сім'ї, має двох братів і сестру. У 2008 році сім'я отримала титул «Сім'я року» від Печерського району Києва.
Закінчила Київський економічний університет ім. Гетьмана за спеціальністю «Управління персоналом і маркетинг».

### Кар'єра
Працювала візажисткою, модельну кар'єру почала 2014 року в модельній школі L Models Agency. Брала участь у показах, зйомках реклами. З'являлася на обкладинках та в журналах: L'Officiel Baltic, L'Officiel Ukraine, ELLE Ukraine, XXL, Playboy (Чехія), Натали, Добрые советы, Лиза, Ellements magazine, Touch Magazine, Marie Claire та інших.
Закінчила школи телеведучих «Інтершкола» (2018) та «1+1 media school» (2021)[джерело?].
2019 — взяла участь у конкурсі «Міс Україна Всесвіт», одержала титул «Перша віце-міс Україна-всесвіт».
2020 —отримала титул «Міс Україна Всесвіт»-2020.
2021 — брала участь у конкурсі «Міс Всесвіт 2020»

## Благодійність
В листопаді 2022 року стала обличчям соціального проєкту Silence від L'Officiel Україна.